# 齊藤太一 (造園家)
齊藤 太一（さいとう たいち、1983年 - ）は園芸・造園家・グリーンディレクター。日本のインテリアグリーンやバイオフィリックデザイン、植物や自然の力を生かした都市緑化、ランドスケープデザインの第一人者。株式会社DAISHIZENの代表取締役。
https://designing.jp/daishizen-saito 「豊かな自然が続く未来のために。人の欲求と自然、経済をつなぐデザイン」

## 経歴
1983年岩手県花巻市生まれ。育ちは小岩井農場などを有する滝沢市。高校在学中の15歳から独学で植物販売や造園を始める。近所にできた書店でみた
フランク・ロイド・ライト設計の落水荘に衝撃を受け、建築と自然と人間の関係性に興味を持つ。2002年19歳で上京し、南青山でグリーンコーディネートや造園などを行う事業を創業。2011年28歳で株式会社DAISHIZENを設立。緑の設計デザインや販売を行う『SOLSO』や施工・メンテナンスのエキスパートネットワーク『KEEPGREEN』の他『synshizen』『KADOWSAN』『TOKYOMIDORILABO』などの都市緑化事業を立ち上げ様々な分野のランドスケープデザイン、グリーンコーディネートを手掛け都市緑化や自然再生に貢献している。近年はサーキュラーエコノミーやカーボンオフセット、プラネタリーヘルスなどのアプローチからのデザインや企画プロデュースも行っている。
直営店として、SOLSO FARM、SOLSO FARM MARKET（湘南T‐SITE）、SOLSO PARK(南青山)、SOLSO HOME（二子玉川蔦屋家電、Forestgate Daikanyama）、BIOTOP（大阪）、GREEN'S FARMS（淡路島）、(THISIS)SHIZEN （京都・新風館）、(THISIS)NATURE （京都高島屋T8）、KEEP GREEN OSAKA（GRAND GREEN OSAKA）がある。

## 主な作品
- 2009年 BIOTOP NURSERIES(東京都白金台)
- 2011年 YOTSUBAKO(神奈川県)
- 2011年 THE SHARE(東京都)
- 2012年 Today's Special 自由が丘(東京都)
- 2013年 SOLSO FARM(神奈川県)
- 2013年 GARDEN HOUSE(神奈川県)
- 2014年 BIOTOP NURSERIES 大阪(大阪府)
- 2014年 GRAND TREE 武蔵小杉(神奈川県)
- 2014年 土合舎利保育園(茨城県)　※2015年度（第9回）キッズデザイン賞受賞
- 2014年 nicoe(静岡県)
- 2014年 THREE AOYAMA(東京都)
- 2015年 TENOHA DAIKANYAMA(東京都)
- 2015年 LOG ROAD DAIKANYAMA(東京都) 　※2016年度（第9回）土木学会デザイン賞優秀賞受賞
- 2015年 the FARM UNIVERSAL 茨木(大阪府)
- 2015年 新宿伊勢丹本店 SOLSO HOME Shinjuku(東京都)
- 2015年 蔦屋家電(東京都)
- 2015年 二子玉川蔦屋家電　SOLSO HOME Futako(東京都)
- 2016年 SNOOPY MUSEUM TOKYO(東京都）
- 2016年 二子玉川ライズ PREMIUM Beer FARM（東京都）
- 2016年 the FARM UNIVERSAL 稲毛(千葉県)
- 2016年 ufu uhu FARM(山形県)
- 2016年 GREEN'S FARMS NURSERY(兵庫県)
- 2017年 六本木ヒルズ PARK6（東京都）
- 2017年 二子玉川ライズ PREMIUM Beer FARM（東京都）
- 2017年 なめがたファーマーズヴィレッジ(茨城県)
- 2017年 Jambo FARM!! RED BRICK Paradise2017(神奈川県)
- 2017年 うなぎパイファクトリー(静岡県)
- 2018年 アマゾンジャパン合同会社(東京都)
- 2018年 株式会社 USEN-NEXT HOLDINGS(東京都)
- 2018年 日本橋高島屋本店　SOLSO HOME Nihombashi(東京都)
- 2018年 SHARE GREEN MINAMI AOYAMA SOLSO PARK(東京都)
- 2019年 BIOTOP FUKUOKA (福岡県)
- 2019年 GREEN'S FARMS 神戸北野 (兵庫県)
- 2019年 Tokyo Dome City 「Hi! EVERYVALLEY」(東京都)
- 2019年 HIBIKOKU TERRACE (東京都)
- 2019年 YOKOHAMA HAMMERHEAD (神奈川県)
- 2019年 玉川高島屋S･C「PARK&TERRACE OSOTO」(東京都)
- 2019年 GYRE.FOOD (東京都)
- 2020年 玉川高島屋 本館1階 GRAND PATIO Library&Art (東京都）
- 2020年 TOKYO MIDORI LABO.（東京都）　※2020年度グッドデザインベスト100に選出
- 2020年 NEWoMan横浜 （神奈川県）
- 2020年 新風館・(THISIS)SHIZEN （京都府）
- 2020年 白井屋ホテル （群馬県）
- 2022年 杜の街グレース（岡山県）
- 2023年 株式会社モルテン本社（広島県）
- 2023年 太宰府天満宮仮殿（福岡県）
- 2023年 KURKKU FIELDS（千葉県）
- 2023年 京都高島屋T8・(THISIS)NATURE （京都府）
- 2023年 渋谷区ふれあい植物センター（東京都）
- 2023年 Forestgate Daikanyama（東京都）
- 2023年 KEEP GREEN HOUSE（神奈川県）
- 2024年 GREENITY IWATA（静岡県）
- 2024年 東急プラザ原宿「ハラカド」（東京都）
- 2024年 NOT A HOTEL NASU MASTER PIECE/THINK（栃木県）
- 2024年 NOT A HOTEL NASU CAVE（栃木県）